# Стів Роджерс (Кіновсесвіт Marvel)
Стів Роджерс — супергерой з кіновсесвіту Marvel. Його створив письменник Джо Саймон і художник Джек Кірбі.
Перша поява: Перший Месник (2011)
Автори: Джек Кірбі, Джо Саймон
Інші важливі персонажі: Шерон Картер, Пеггі Картер, Сокіл (Чорний Капітан Америка), Червоний Череп, Зимовий Солдат
Організації: Месники (Ніка Ф'юрі), Месники (Стіва Роджерса)
Вороги: Зимовий Солдат, Танос, Залізна Людина, Червоний Череп
Псевдонім: Капітан Америка
Сторона: Добро
Остання поява (Головна гілка): Месники: Завершення (2019)